# Ostbollar

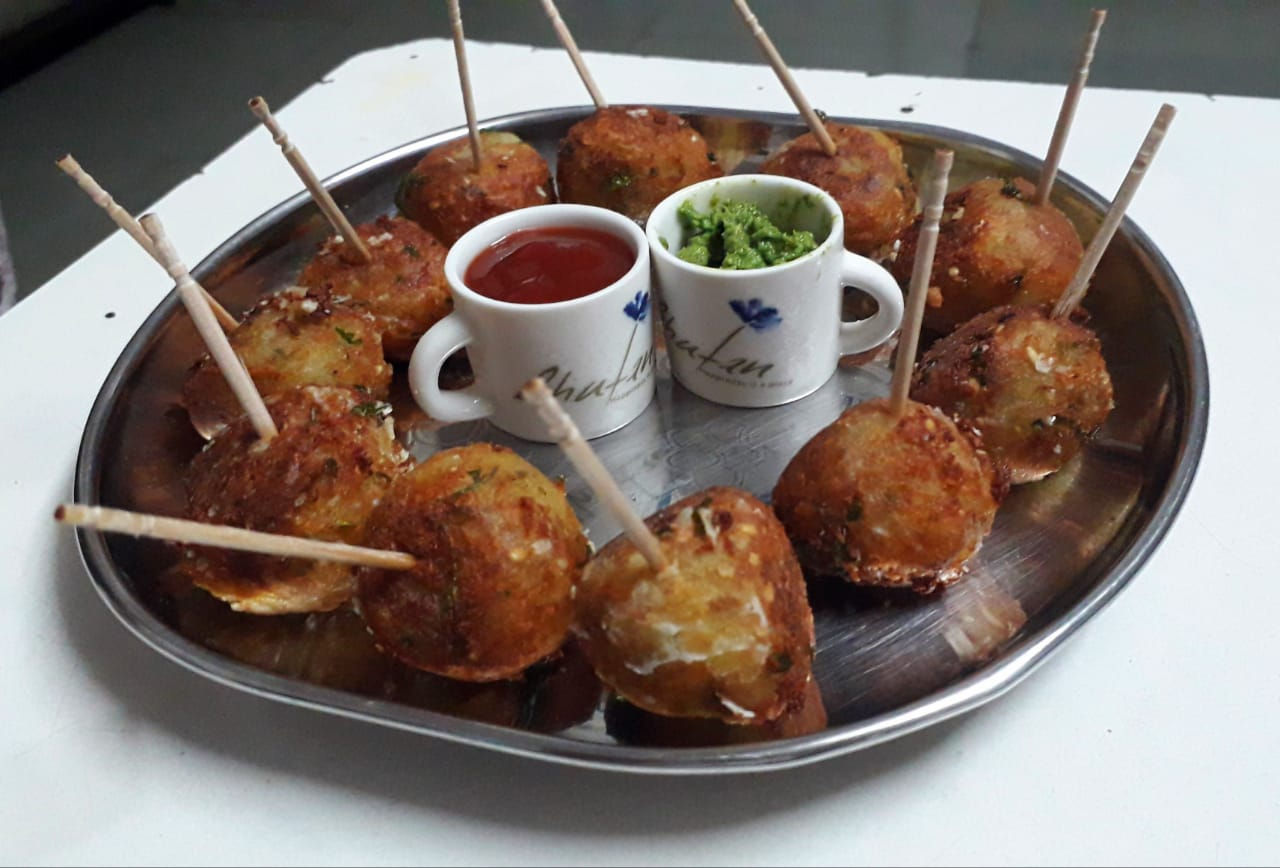
Ostbollar med grön chutney och ketchup.

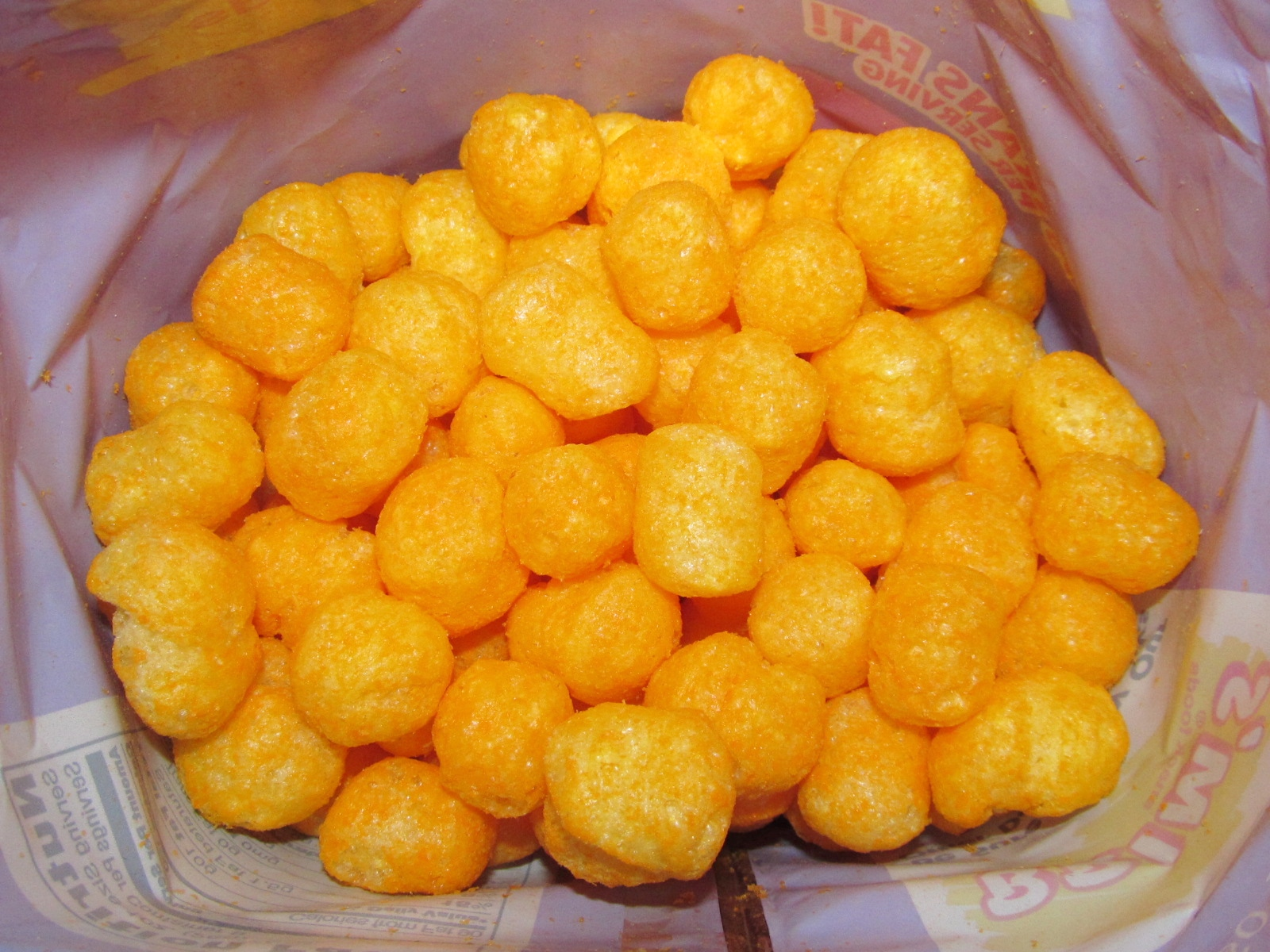
Ostbollar som snacks.

Ostbollar är en förrätt eller ett tilltugg baserat på ost. Ostbollarna kan vara färska, gratinerade eller friterade, innehålla andra ingredienser och vara smaksatta med kryddor.

## Ostbollar som maträtt
Färska ostbollar kan bestå av olika ostar som blandats till en massa och formats till små bollar, eventuellt dekorerade med gräslök eller liknande. Dessa kan serveras till förrätt eller som tilltugg till fördrinken.
Ostbollar har en lång historia och det finns ett bevarat recept på ostbollar från 1600-talet.

## Ostbollar som snacks
Ostbollar är även det svenska namnet på ostsnacks som påminner om ostbågar, men är runda och kan ha annan kryddning. I Sverige har de tillverkats av bland andra OLW (med namnet Cheeze ballz) och Estrella.